# 747 (szám)
A 747 (római számmal: DCCXLVII) egy természetes szám.

## A szám a matematikában
A tízes számrendszerbeli 747-es a kettes számrendszerben 1011101011, a nyolcas számrendszerben 1353, a tizenhatos számrendszerben 2EB alakban írható fel.
A 747 páratlan szám, összetett szám, kanonikus alakban a 32 · 831 szorzattal, normálalakban a 7,47 · 102 szorzattal írható fel. Hat osztója van a természetes számok halmazán, ezek növekvő sorrendben: 1, 3, 9, 83, 249 és 747.
A 747 négyzete 558 009, köbe 416 832 723, négyzetgyöke 27,33130, köbgyöke 9,07347, reciproka 0,0013387. A 747 egység sugarú kör kerülete 4693,53942 egység, területe 1 753 036,975 területegység; a 747 egység sugarú gömb térfogata 1 746 024 827,1 térfogategység.

## Érdekességek
A Saxon együttes egyik dalának címe 747, ami egy Boeing 747-es repülőgépről szól.